# Metalampra
Metalampra is een geslacht van vlinders van de familie sikkelmotten (Oecophoridae).

## Soorten
- M. cinnamomea

Kaneelsikkelmot (Zeller, 1839)
- M. italica

Italiaanse kaneelsikkelmot Baldizzone, 1977